# Tmesisternus costipennis
Tmesisternus costipennis är en skalbaggsart som beskrevs av Stefan von Breuning 1940. Tmesisternus costipennis ingår i släktet Tmesisternus och familjen långhorningar. Inga underarter finns listade i Catalogue of Life.